# Теуделапий
Теуделапий (Теоделап; лат. Theudelapius, Theodelapus; умер, возможно, в 653) — герцог Сполето (601—653).

## Биография

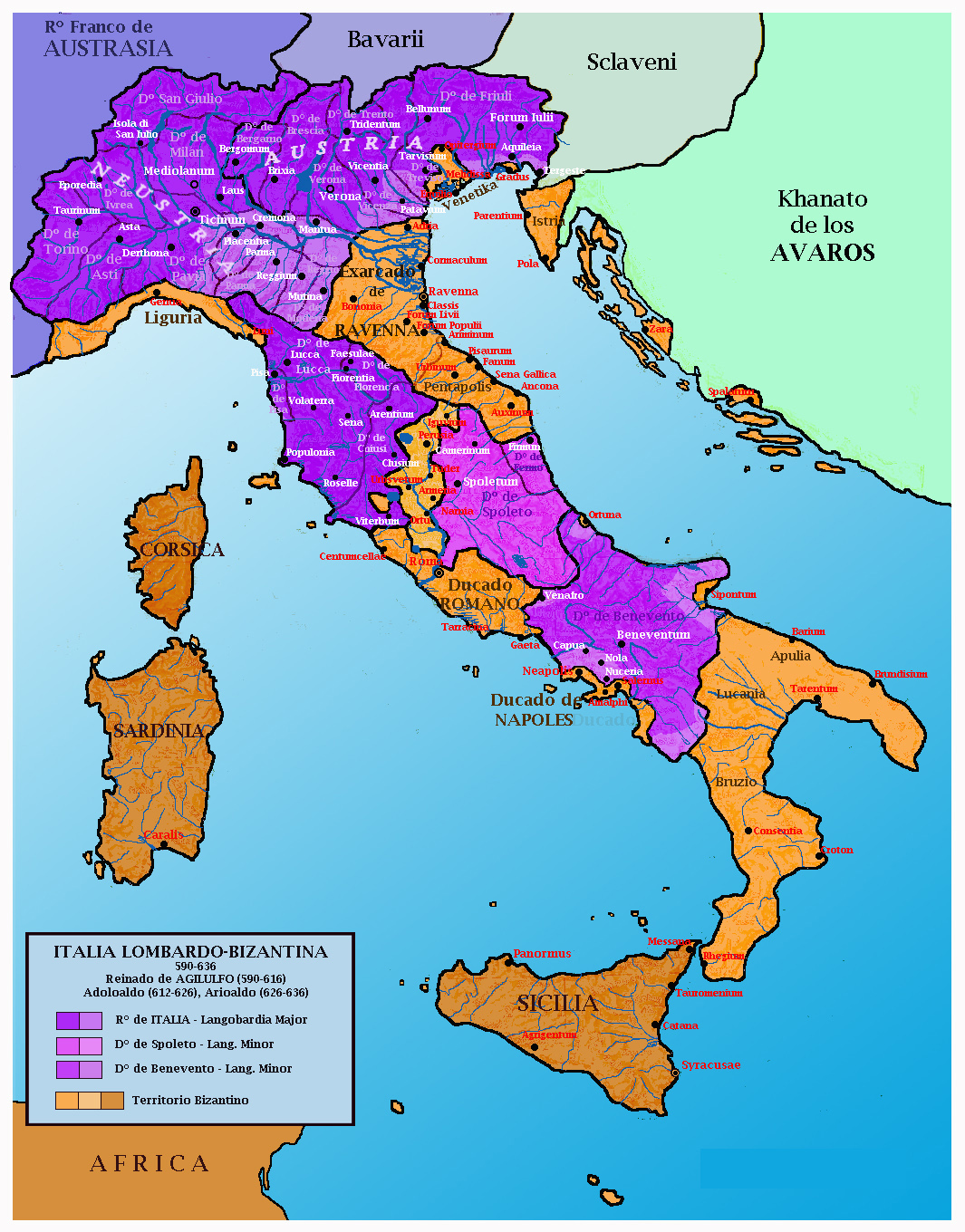
Лангобардское государство в 590—636 годах

Основным повествующим о Теуделапии нарративным источником является «История лангобардов» Павла Диакона.
Теуделапий был одним из двух сыновей правителя Сполетского герцогства Фароальда I. После смерти отца, скончавшегося в 591 году, власть над Сполето получил Ариульф. Вероятно, сыновья умершего герцога были ещё несовершеннолетними и не смогли унаследовать владения своего отца.
Ариульф умер в 601 году, после чего между двумя сыновьями Фароальда I развернулась борьба за власть над Сполетским герцогством. Победу в произошедшем между братьями сражении одержал Теуделапий, который и стал новым правителем Сполето. Неизвестно, как отнёсся к таким событиям в одном из крупнейших лангобардских герцогств король Агилульф. Отсутствие в сочинении Павла Диакона сведений об этом может свидетельствовать, что или Теуделапий действовал с согласия Агилульфа, или герцоги Сполето в это время были уже достаточно сильны, чтобы проигнорировать возможную негативную реакцию монарха на междоусобицу.
Хотя Теуделапий владел Сполетским герцогством полвека, о его правлении известно очень мало. Возможно, небольшое количество сведений о деятельности герцога в средневековых источниках связано с отсутствием в его правление значительных военных конфликтов, в которые он был бы вовлечён. Предполагается, что пользуясь слабостью королевской власти, он, подобно герцогу Беневенто Арехису I, проводил самостоятельную политику, мало считаясь с интересами лангобардских монархов. Вероятно, Теуделапия следует рассматривать скорее как независимого правителя, чем верного королевского вассала.
Предания называют Теуделапия заказчиком строительства герцогского дворца и некоторых других сооружений. Хотя бо́льшая часть этих построек не может относиться к первой половине VII века, не исключено, что позднейшие здания были возведены в тех местах, где стояли здания, возведённые по инициативе Теуделапия.
Точная дата смерти Теуделапия не известна. Это событие датируется серединой VII века (возможно, 653 годом). Новым правителем Сполетского герцогства стал Атто.